# Culex sangenluoensis
Culex sangenluoensis är en tvåvingeart som beskrevs av Wang 1984. Culex sangenluoensis ingår i släktet Culex och familjen stickmyggor. Inga underarter finns listade i Catalogue of Life.